# God of Thunder
God of Thunder è un singolo del gruppo hard rock statunitense Kiss del 1976, terza traccia dell'album Destroyer.

## Il brano
La canzone è stata composta dal chitarrista Paul Stanley e cantata da Gene Simmons. È stata il lato B di Flaming Youth. È uno dei pezzi più famosi del gruppo, e ancora oggi è cantata nei concerti.

## Tracce
- Lato A - Flaming Youth
- Lato B - God of Thunder

## Formazione
- Gene Simmons - basso, voce
- Paul Stanley - chitarra ritmica
- Peter Criss - batteria
- Ace Frehley - chitarra solista